# Neoconomma
Neoconomma is een geslacht van hooiwagens uit de familie Pyramidopidae. De wetenschappelijke naam voor het geslacht, waarvan de typesoort uit Zaïre kwam, werd in 1985 door H. Kauri gepubliceerd als Metaconomma. Die naam was echter in 1905 al door Octavius Pickard-Cambridge gebruikt voor een ander geslacht van hooiwagens, waarvan de typesoort afkomstig was uit Mexico. In januari 2006 publiceerde Hüseyin Özdikmen daarop het nomen novum Neoconomma voor het geslacht met de Zaïrese typesoort.

## Soorten
Neoconomma is monotypisch en omvat slechts de volgende soort:
- Neoconomma dentipes (H. Kauri, 1985)